# S:ta Clara Bierhaus

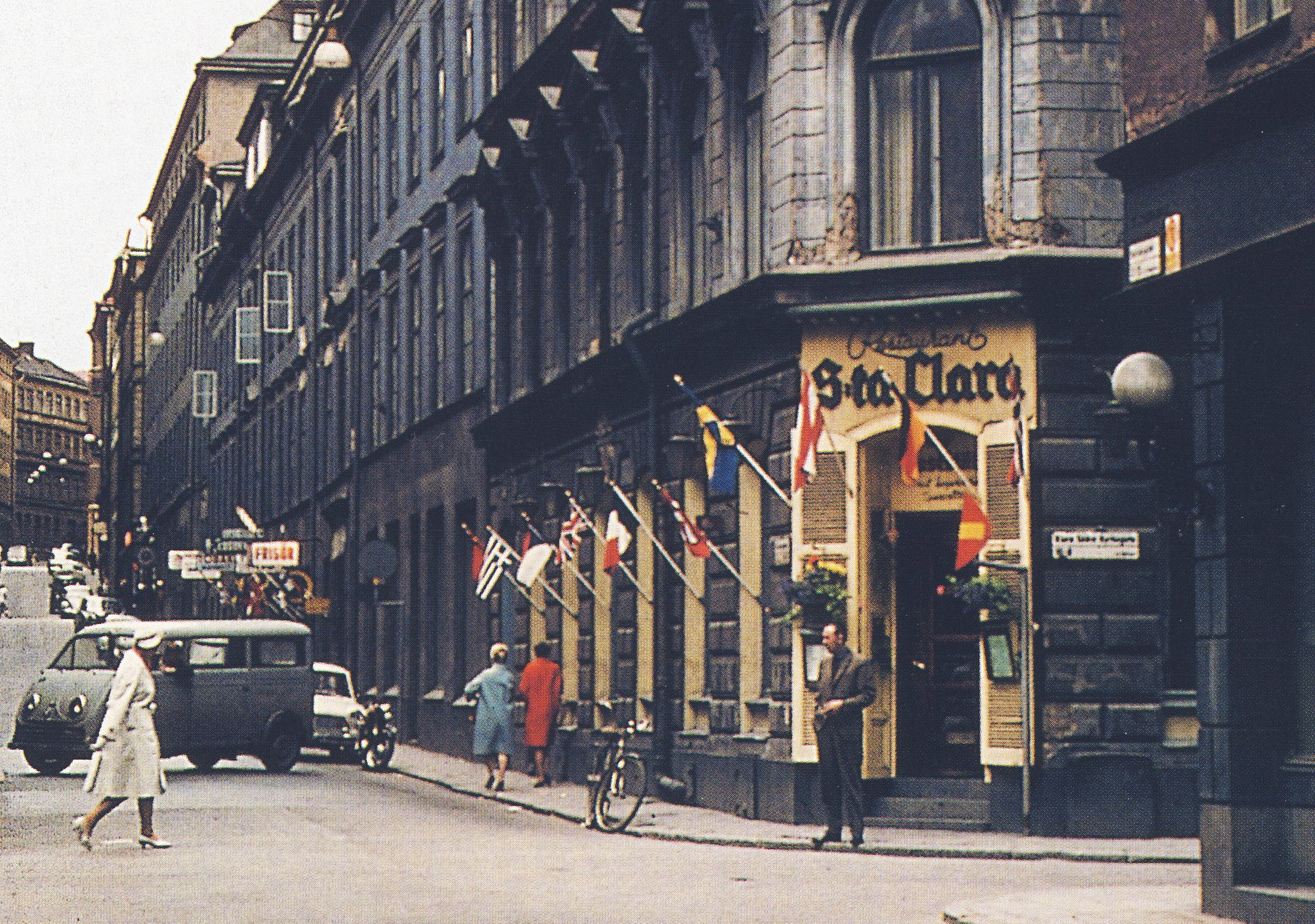
"Restaurant S:ta Clara" på sin ursprungliga plats i Klarakvarteren 1964.

S:ta Clara Bierhaus är en tyskinspirerad restaurang på Lilla Nygatan 17 i Gamla stan, Stockholm. Stället öppnade 1953 som Restaurant S:ta Clara i Klarakvarteren vid Herkulesgatan 21 och finns sedan 2005 på sin nuvarande adress.

## S:ta Clara i Klarakvarteren
- Koordinater: 59°19′46.9″N 18°3′47.1″Ö / 59.329694°N 18.063083°Ö

Restaurant S:ta Clara har sitt namn efter Sankta Clara kyrka som också gett upphov till begreppet Klarakvarteren. Restaurangen öppnade 1953 i kvarteret Björnen, hörnet Klara södra kyrkogata 10 och Herkulesgatan 21. Här låg sedan 1929 öl- och vinrestaurangen Gästis som övertogs av S:ta Clara. 
S:ta Clara kallade sig på tyskt vis ”Gaststätte” och erbjöd bland annat bayerska specialiteter, exempelvis ”Kalbshaxe mit gemischtem Salat” till ackompanjemang av tyrolermusik. Restaurangens logotyp pryds fortfarande av en gems med tyrolerhatt.
Tillsammans med Tennstopet, Restaurant W6 och Löwenbräu hörde S:ta Clara till Klarakvarterens populära inneställen som ofta besöktes av tidningskvarterens journalister. Samtliga fyra restauranger revs under loppet av några år i mitten av 1960-talet när det stora cityomdanings-projektet Norrmalmsregleringen genomfördes. S:ta Clara fanns kvar längst, men försvann 1970. W6 stängde för gott medan Tennstopet, Löwenbräu och S:ta Clara öppnade på nya adresser i helt andra stadsdelar långt ifrån Klarakvarteren. 
Kvarteret Björnen och hörnet Klara södra kyrkogata / Herkulesgatan förändrades fullständigt under Norrmalmsregleringen. Platsen motsvaras i dag av hörnet Rödbodgatan / Herkulesgatan. Åren 1977–1982 uppfördes här en statlig förvaltningsbyggnad för finansdepartementet efter ritningar av AOS Arkitekter.

Historiska bilder
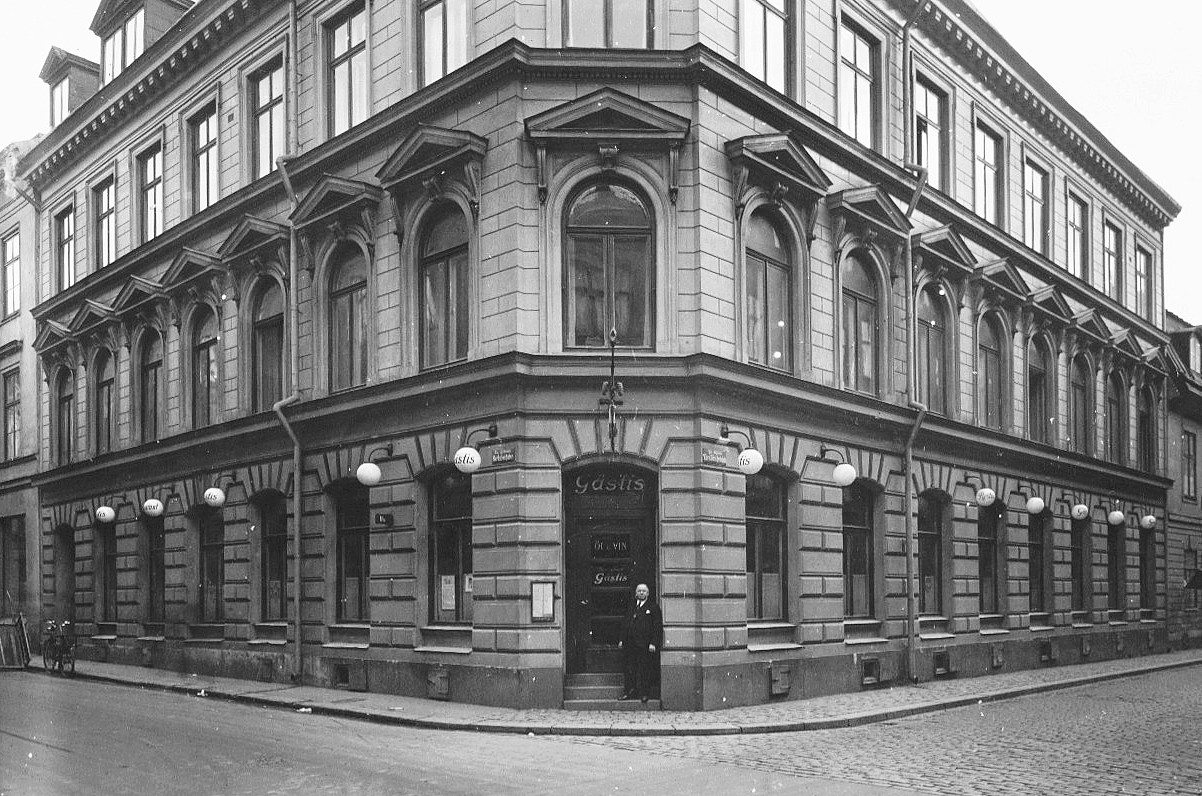
Gästis 1930.
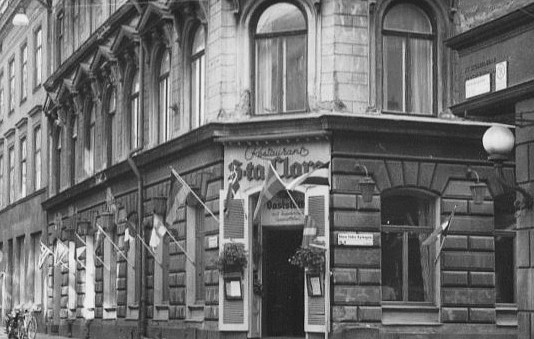
S:ta Clara 1964.
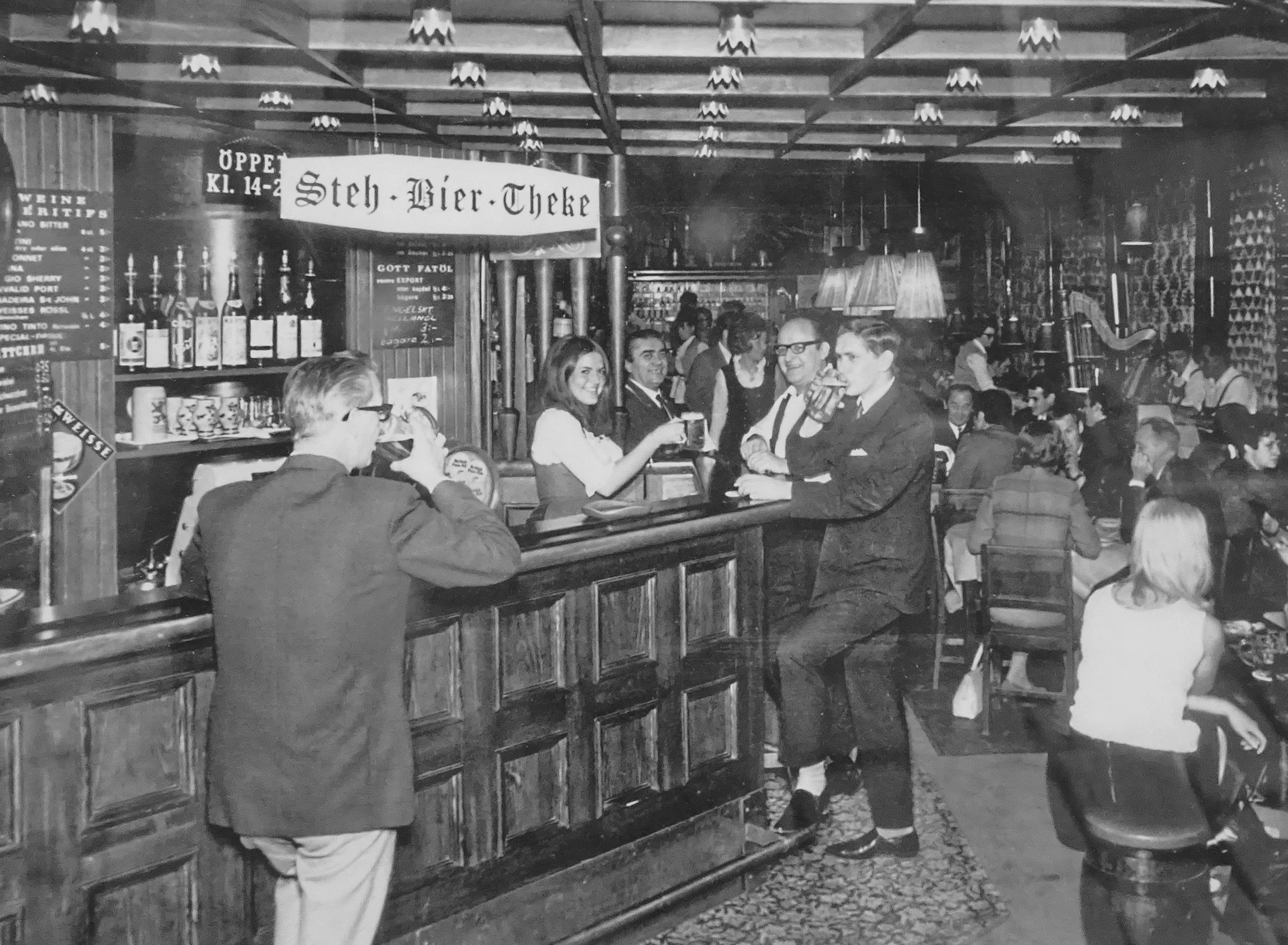
Interiören på 1960-talet.
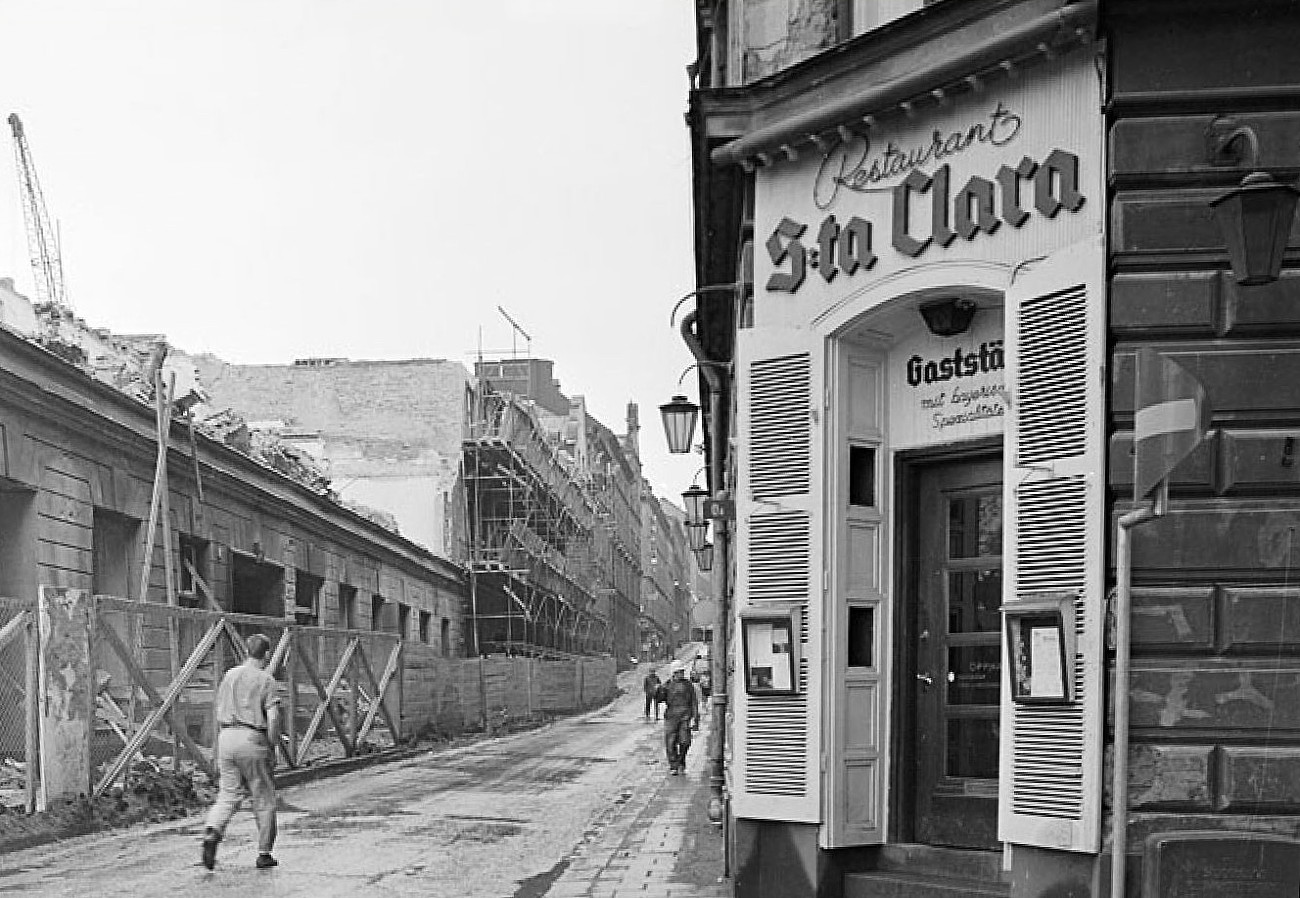
S:ta Clara 1966, grannkvarteret Elefanten rivs.

## S:ta Clara i Gamla stan
- Koordinater: 59°19′24.5″N 18°4′9.5″Ö / 59.323472°N 18.069306°Ö

S:ta Clara flyttade först till Regeringsgatan intill Regeringsgatans bro där restaurangen stannade fram till år 2005. Därefter etablerade man sig på sin nuvarande adress på Lilla Nygatan 17 i Gamla stan. Samtidigt ändrades namnet till S:ta Clara Bierhaus och konceptet till "traditionellt utformad svensk husmanskost och tyska specialiteter". Lokalen har plats för 120 gäster på två våningar (bottenvåning och en källarvåning med historiska valv). Vissa dagar i veckan bjuds på kvällsunderhållning, bland annat jazz och blues som framförs live. En del framföranden ingår i Stockholm Jazz Festival som går av stapeln varje år i oktober.

Nutida bilder
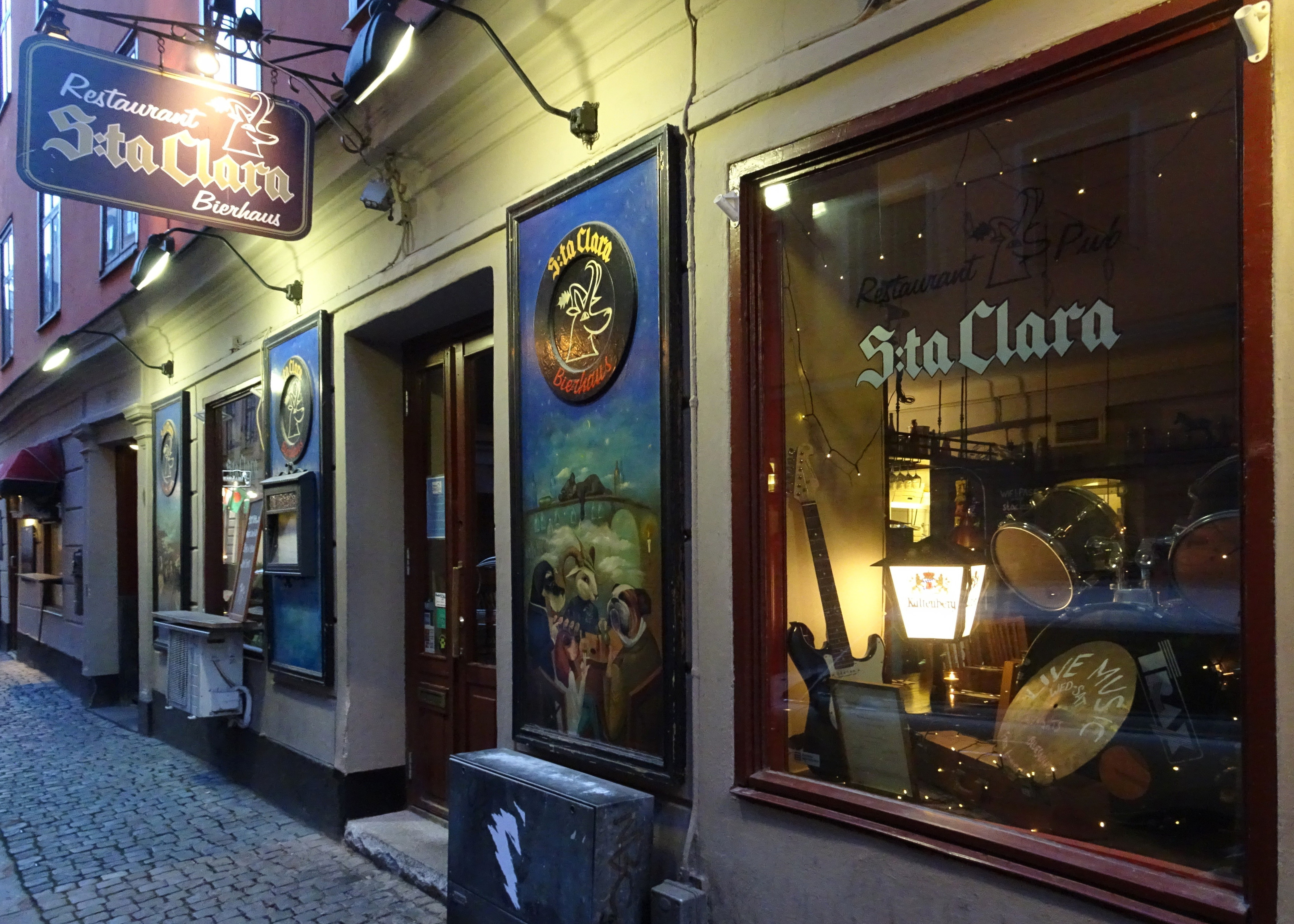
Entrén vid Lilla Nygatan.
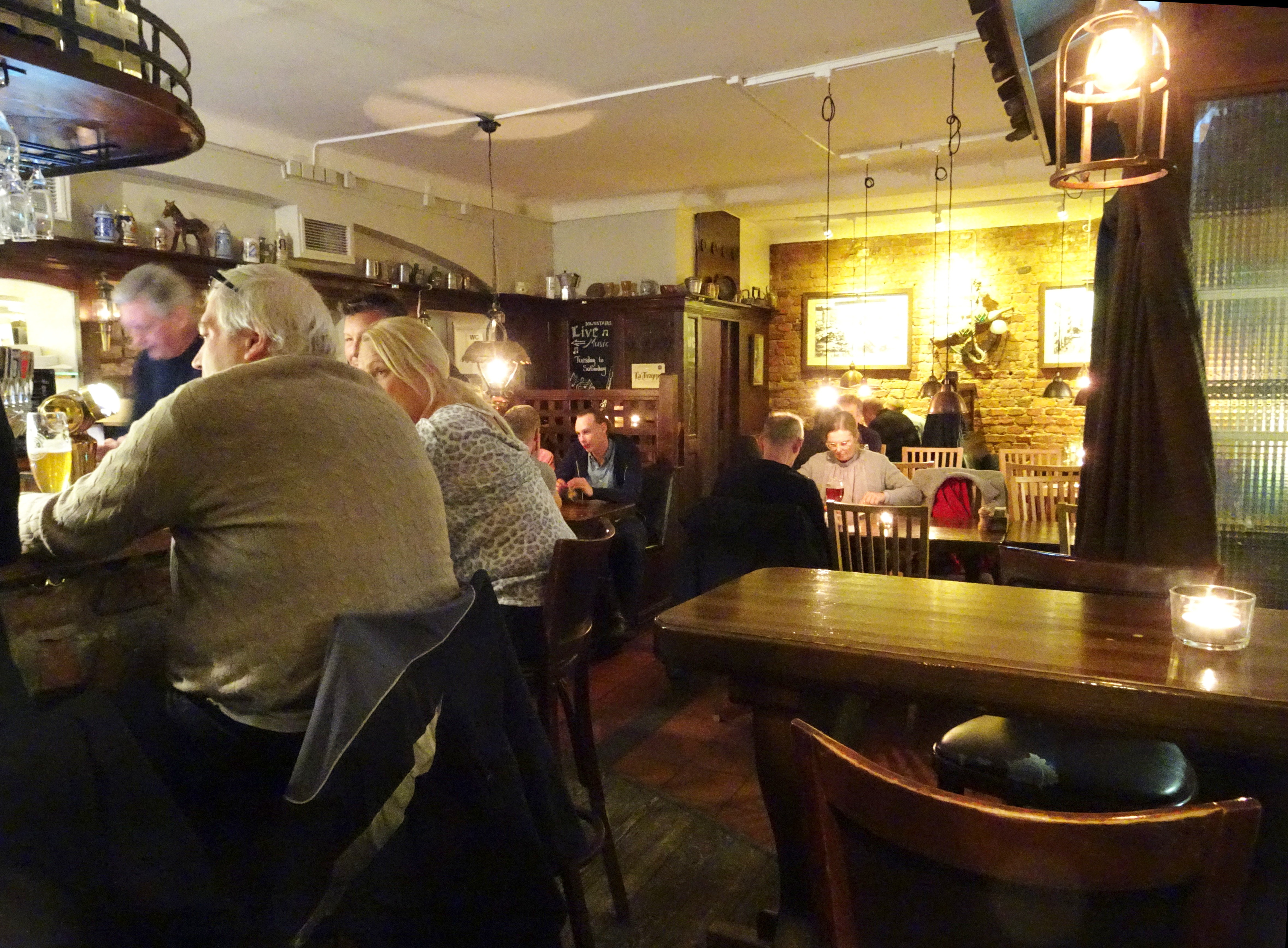
Interiör, bottenvåning.
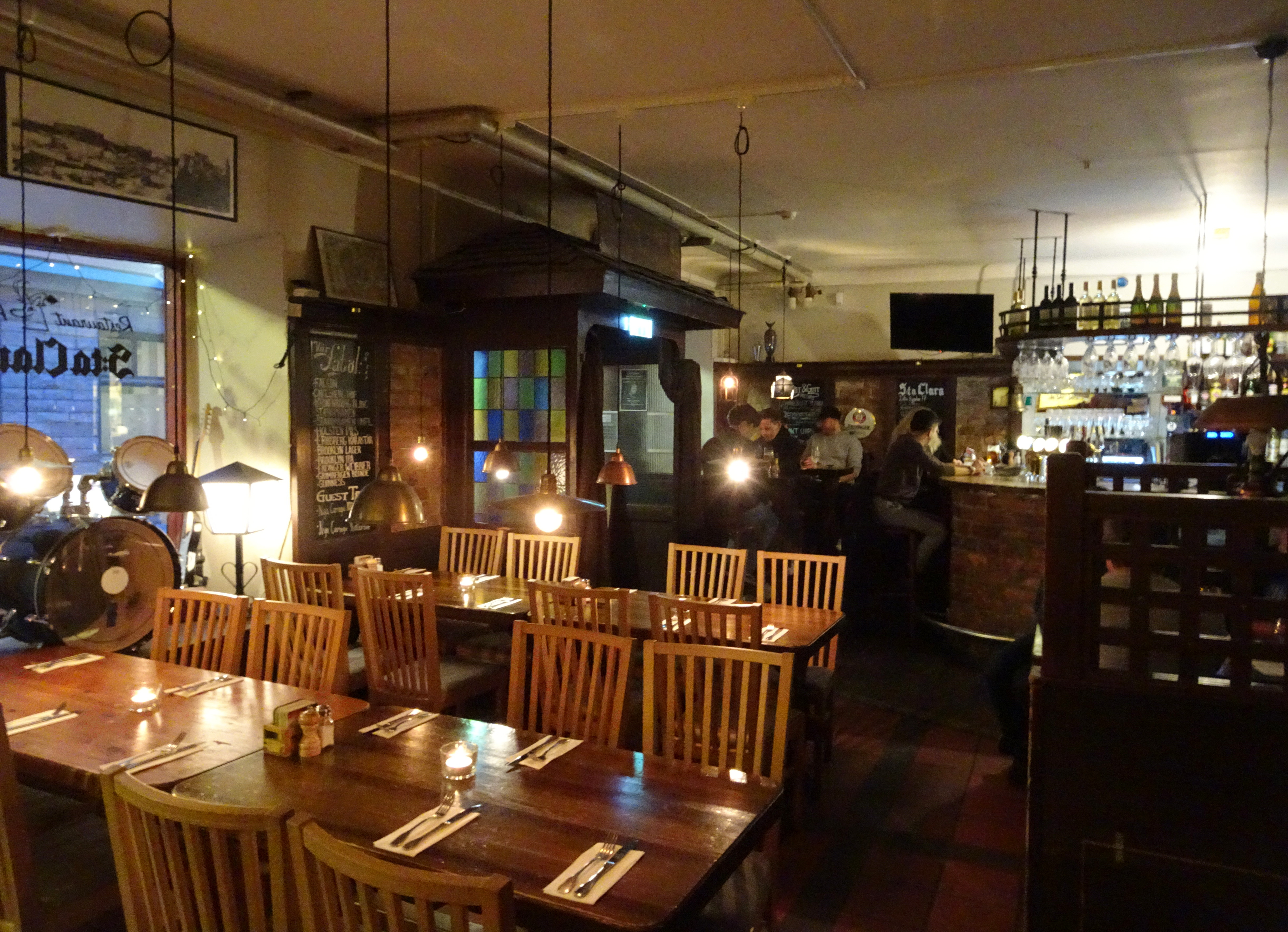
Interiör, bottenvåning.
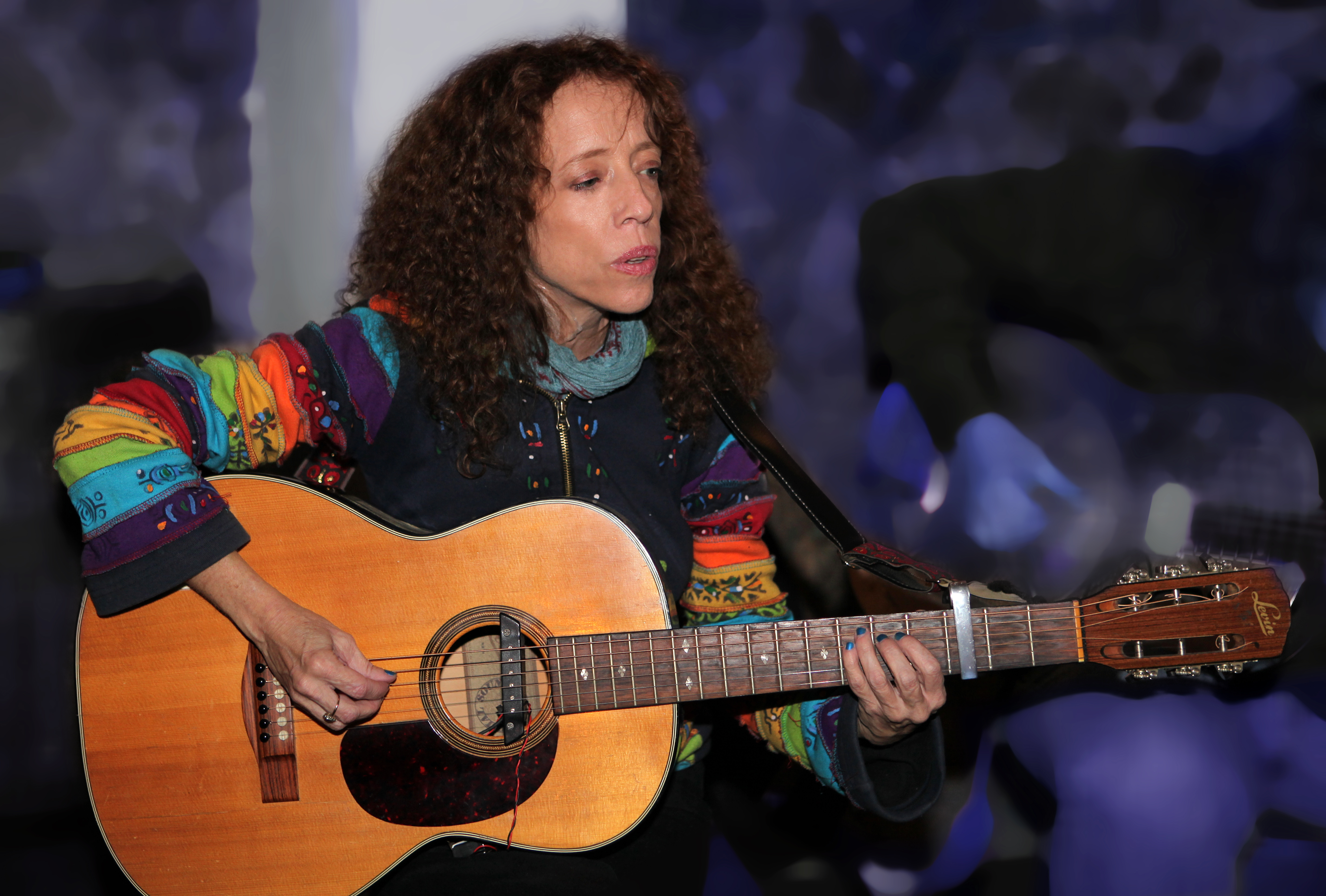
Jenny Bohman i "Blues Jam", 2009.